# Ronchis
Ronchis (friuli nyelven Roncjis di Tisane) település Olaszországban, Friuli-Venezia Giulia régióban, Udine megyében Lakosainak száma 1933 fő (2023. január 1.). Ronchis Latisana, Palazzolo dello Stella, San Michele al Tagliamento, Rivignano Teor és Varmo községekkel határos.

## További információk

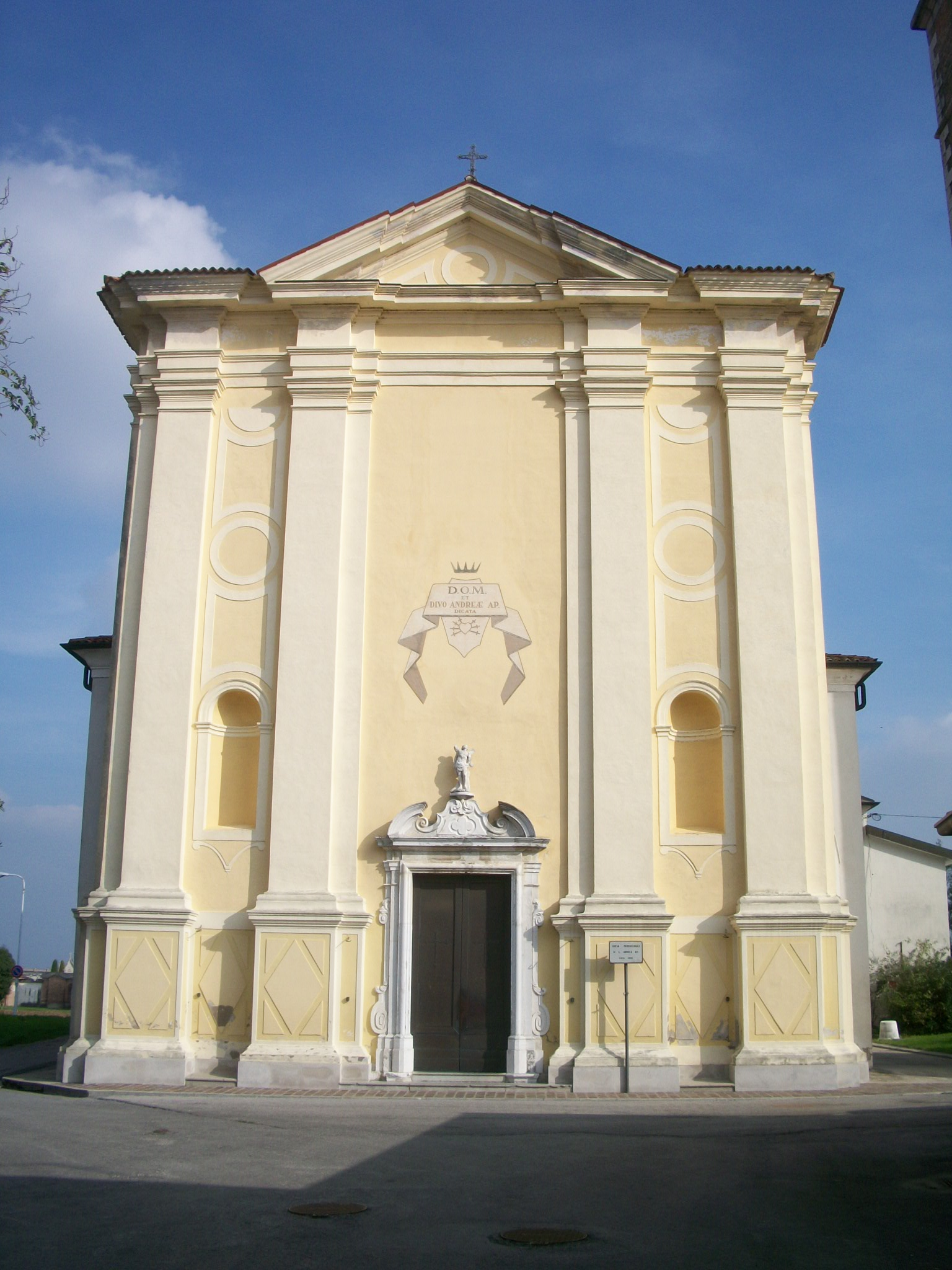
Szent András apostol-templom

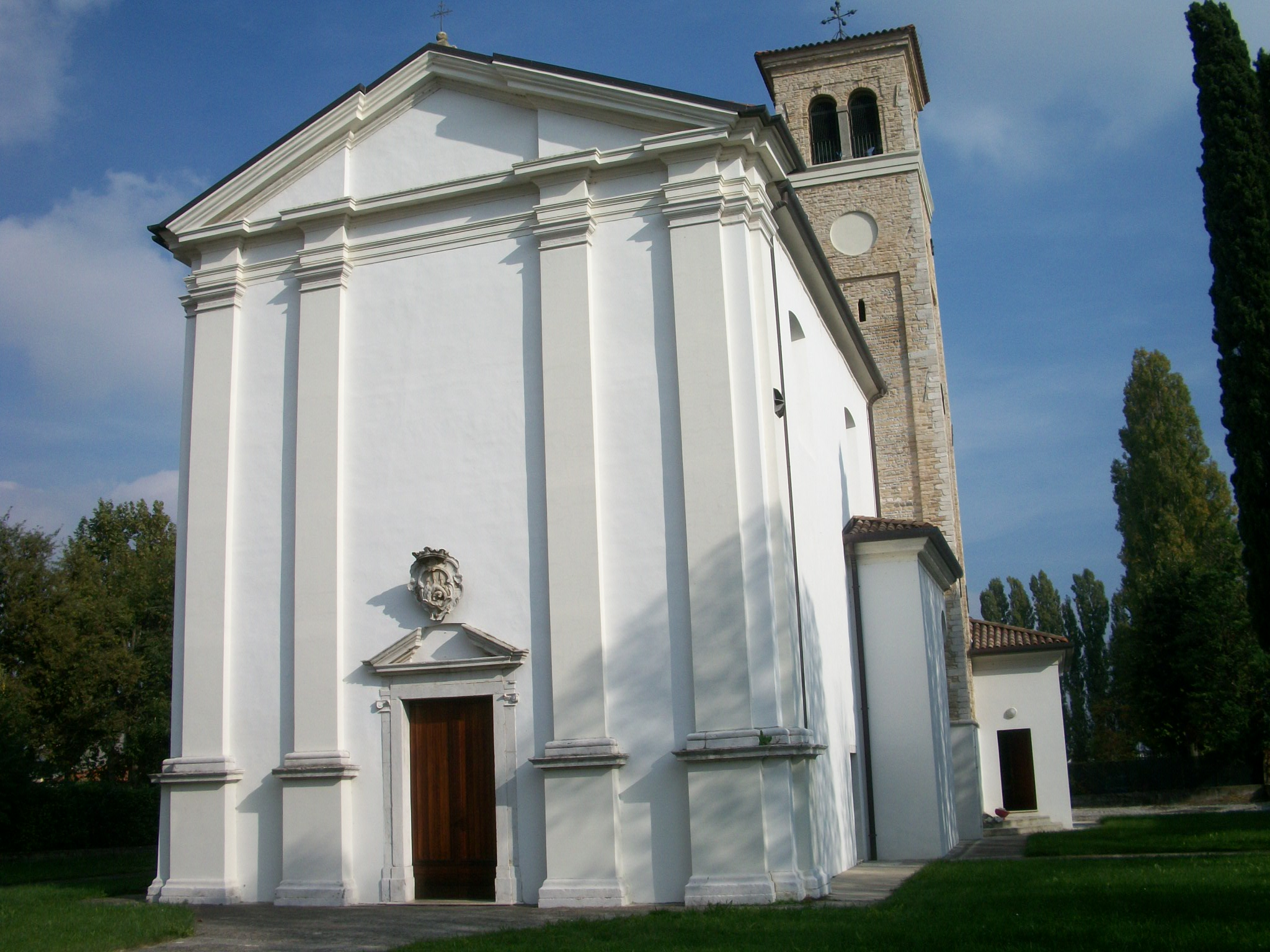
Szent Fermo és Rustico mártírok temploma

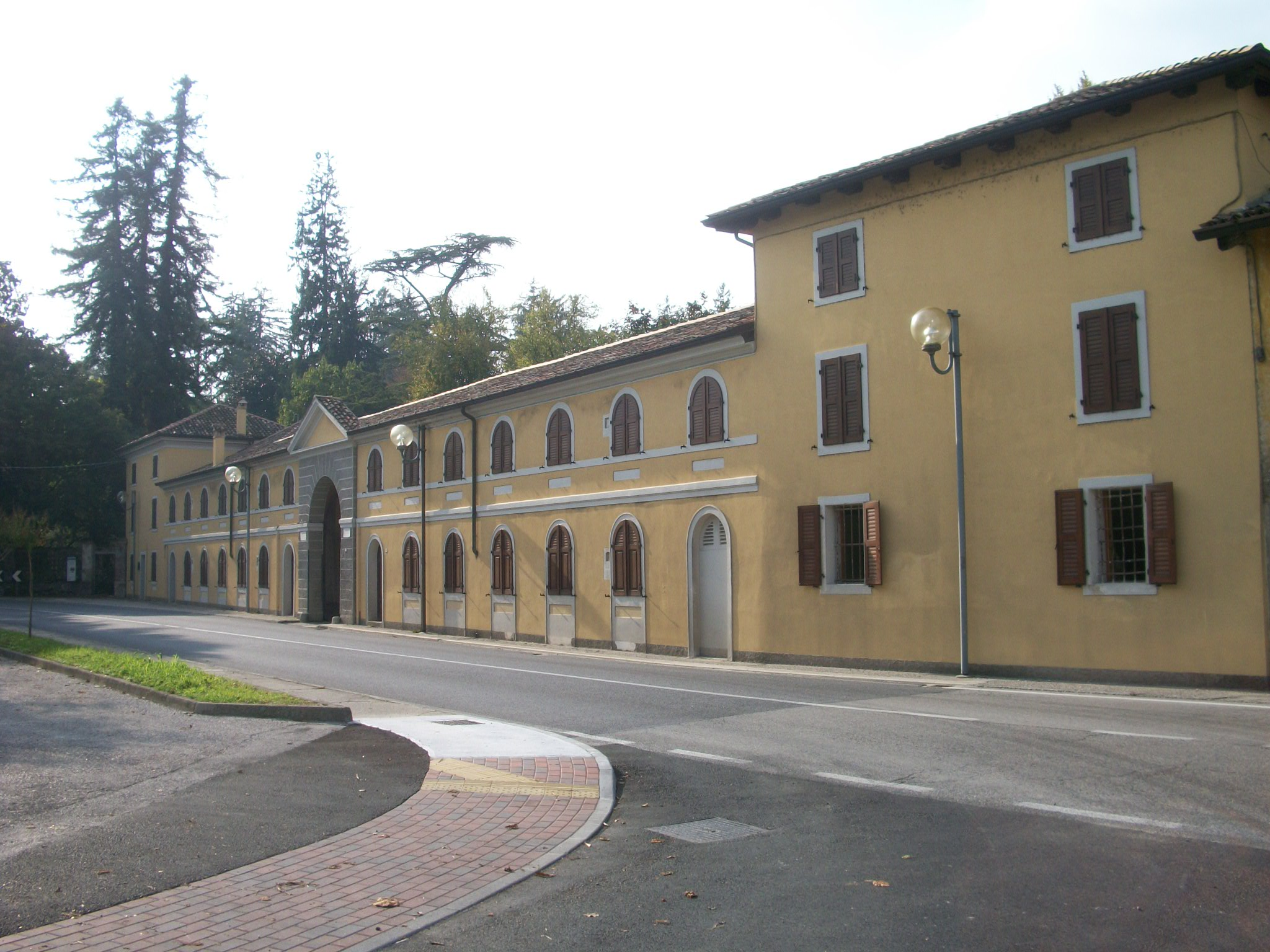
A De Asarta-villa

## Népesség
A település népességének változása:
| Lakosok száma | 2032 | 2013 | 1933 |
|               | 2017 | 2018 | 2023 |